# Франгово
Франгово (мкд. Франгово) је насеље у Северној Македонији, у крајње западном делу државе. Франгово припада општини Струга.

## Географија
Насеље Франгово је смештено у крајње западном делу Северне Македоније, близу државне границе са Албанијом (4 km западно од насеља)]. Од најближег града, Струге, насеље је удаљено 8 km југозападно.
Франгово се налази у историјској области Охридски крај, која обухвата приобаље Охридског језера. Насеље је смештено на северозападној страни језера. Западно од насеља издиже се планина Јабланица, док се источно пружа Струшко поље. Надморска висина насеља је приближно 810 метара.
Клима у насељу, и поред знатне надморске висине, има жупне одлике, па је пре умерено континентална него планинска.

## Становништво
Франгово је према последњем попису из 2002. године имало 1.739 становника. 
Већину становништва насеља чине Албанци (99%).
Претежна вероисповест је ислам.